# 美的歷史
《美的歷史》（義大利語：Storia della bellezza）是義大利作家安伯托·艾可所著的學術論文式書籍，2004年由Bompiani在義大利米蘭出版。這是艾可第一本圖文並茂的書籍，甫一出版就備受讚譽。

## 概觀
本書以編年體順序來闡述主題，從各朝各代之文學、哲學和視覺藝術等領域所留下的豐盛資料進行回溯，一步步從希臘羅馬時代，一路下來，到晚近20世紀，再到當前21世紀。全書做多層次布局，以主敍述帶出源源不絕的繪畫、雕刻作品，並長篇徵引各時代的作家與哲學家，書前附上依時代順序安排的圖片對照表，使歷代對於「美」的觀點之演變一目瞭然。作者融合藝術史和美學史對美之概念下定義，除了密切檢視視覺藝術，還援引各個時代的文學作品提供印證。書中論及的美包含繪畫、雕刻、建築、電影、攝影、裝置藝術以及文學等多種領域。

## 章節
1. 古希臘人的審美理想
2. 阿波羅與戴奧尼索斯式
3. 美：比例與和諧
4. 中世紀的光與顏色
5. 怪物之美
6. 從田園到天使般的女性
7. 十五至十六世紀間的美
8. 淑女與英雄
9. 從優雅到不安的美
10. 理性與美
11. 崇高
12. 浪漫主義之美
13. 美成為宗教
14. 新的對象
15. 機器之美
16. 從抽象形式到特質的深度
17. 媒體之美

## 外部連結
- Umberto Eco, Storia della bellezza. Una recensione di Erica Trabucchi （页面存档备份，存于） （意大利文）
- Review: On Beauty: A History of a Western Idea （页面存档备份，存于） at The Guardian （英文）
- 博客來上《美的歷史 （页面存档备份，存于）》的資料 （繁體中文）